# Majid Abu Harrah
Majid Abu Harrah (né le 12 juillet 1996, à Zarka) est un coureur cycliste jordanien. Son palmarès comprend divers titres de champion national. Il a également représenté son pays aux championnats d'Asie sur route en 2025.

## Palmarès
- 2021
  -  Champion de Jordanie sur route
- 2025
  -  Champion de Jordanie sur route
  -  Champion de Jordanie du contre-la-montre
  - Course de la Mer Morte[3]